# Eirik Sjursen
Eirik Sjursen (født 1990 i Drammen) er en norsk bokser som per 2008 har vundet Junior-NM i boksning i vægtklassen letvægt fire gange siden 2005. I etferåret 2008 var han deltager i reality-TV-serien Robinsonekspedisjonen.
I 2008 skulle han også deltage i senior-NM, men klarede ikke at kvalificere sig til vægtklassen. Sjursen trænede i 2008 sammen med Ulf Johansen, som også trænede Ole Lukkøye Klemetsen mens han var på toppen. Da han var i Spanien i 2007, slog han den spanske mester som var to vægtklasser over ham. Spanierne gav ham tilnavnet El Asesino som betyderen morderen på dansk.
Han bokser på landsholdet og satser på at deltage under Sommer-OL 2012

## Reality-TV
I efteråret 2008 deltog han i reality-TV-serien Robinsonekspedisjonen (som den yngste nogensinde dengang). Han blev stemt ud i det andet øråd, da han fik sit hold til at tabe med vilje, så at han kunne sendes hjem. Til Drammens Tidende udtalte han, at Det virker som om at de går så hurtigt på TV, men rigtigt er det meget kedeligt, og det går så alngsomt! Jeg var træt af hele ekspeditionen. Han påpegede, at han aldrig ville have sluttet sig til hvis han vidste hvordan det var. Lige før robinsonkampen i episode to gik Eiriks hold med til at tabe konkurrencen for at han skulle få lov til at rejse hjem. Men holdet var meget overrasket da det viste sig at en anden deltager måtte tage hjem på grund af tabet. Han udtalte i den forbindelse at Havde jeg vidst det, ville jeg være blevet længere på deres side. Han deltog i 9 dage.